# Jonathan Caicedo Cepeda
Jonathan Caicedo Cepeda (castellà: Jonathan Caicedo)  (Província de Carchi, 28 d'abril de 1993) és un ciclista equatorià, professional des del 2014. Dels seus èxits destaca el Campionat panamericà en ruta de 2016 i una etapa al Giro d'Itàlia de 2020.

## Palmarès
- 2015
  -  Campió de l'Equador en contrarellotge
  - Vencedor d'una etapa a la Volta a Colòmbia sub-23
- 2016
  - Campió panamericà en ruta
  - Vencedor d'una etapa a la Volta a Costa Rica
- 2017
  - Vencedor d'una etapa al Clásico RCN
- 2019
  -  Campió de l'Equador en ruta
  -  Campió de l'Equador en contrarellotge
- 2020
  -  Campió de l'Equador en contrarellotge
  - Vencedor d'una etapa al Giro d'Itàlia
- 2023
  -  Campió de l'Equador en contrarellotge
- 2024
  - 1r a la Volta al Táchira i vencedor d'una etapa
  - 1r a la Volta Bantrab i vencedor de 2 etapes
  - Vencedor d'una etapa al Sibiu Cycling Tour
- 2025
  - Vencedor d'una etapa a la Volta a Portugal

### Resultats al Giro d'Itàlia
- 2019. 108è de la classificació general
- 2020. 65 de la classificació general. Vencedor d'una etapa
- 2021. Abandona (11a etapa)
- 2022. No surt (16a etapa)
- 2023. No surt (11a etapa)

### Resultats a la Volta a Espanya
- 2021. No surt (15a etapa)
- 2022. 69è de la classificació general
- 2023. 47è de la classificació general